# Johnny Horne
Johnny Horne (1862–1926) là một cầu thủ bóng đá người Anh thi đấu ở Football League cho Accrington, Blackburn Rovers và Darwen.